# Erik Hahr
Erik Hahr, född 7 december 1869 i Dingtuna socken i Västmanland, död 12 oktober 1944 i Engelbrekts församling i Stockholm, var en svensk arkitekt och stadsplanerare. Han var stadsarkitekt i Västerås 1909–1935. Han var bror till August Hahr.

## Liv och verk
Hahr, vars far var länsagronom, genomgick Tekniska skolan i Stockholm 1888-91 och var anställd hos Agi Lindegren och Fredrik Lilljekvist 1894–1898. Hahr drev sin en egen arkitektverksamhet etablerad 1897 i Stockholm och gjorde sig ett namn genom sin omsorg om stadsmiljön. Hans byggnader uppfördes oftast i tegel och skapade därigenom ett sammanhang med arkitekturen i den gamla staden. 
Bland hans verk märks ASEA:s Mimerverkstad (1911–1915) och huvudkontor (1916–1917). På Lidingö blev han anlitad av Gustaf Dalén att rita både Dalénfamiljens privatvilla, Villa Ekbacken (1912) samt AGA:s arbetarbostäder i Bergsätra (1914). Erik Hahr gestaltade villan och bostadsbyggnaden i samma tunga stenarkitektur. Båda är uppförda i tegel som är slammat med ett tunt putslager i gulvit kulör som ger lyster åt fasaden.
Erik Hahr ritade också Hovdestalund kyrkogård i Västerås (1919–1924) och ledde ett flertal restaureringsprojekt, bland annat Rytterns kyrka (1915). Bland hans verk märks också flera ritningar av kraftverk, däribland Lilla Edets Kraftverk (1926) och Krångede (1936). Erik Hahr brukar bedömas som en av sin generations bästa arkitekter genom en säker hantering av material och hantverk. Hahrska gymnasiet i Västerås är uppkallat efter honom.
Han var gift med Clara Emilia Rossander och de hade en dotter som hette Ingegerd.

## Byggnadsverk i urval
- Vasahuset i Uppsala (1906)
- Stadshotellet i Västerås (1907)

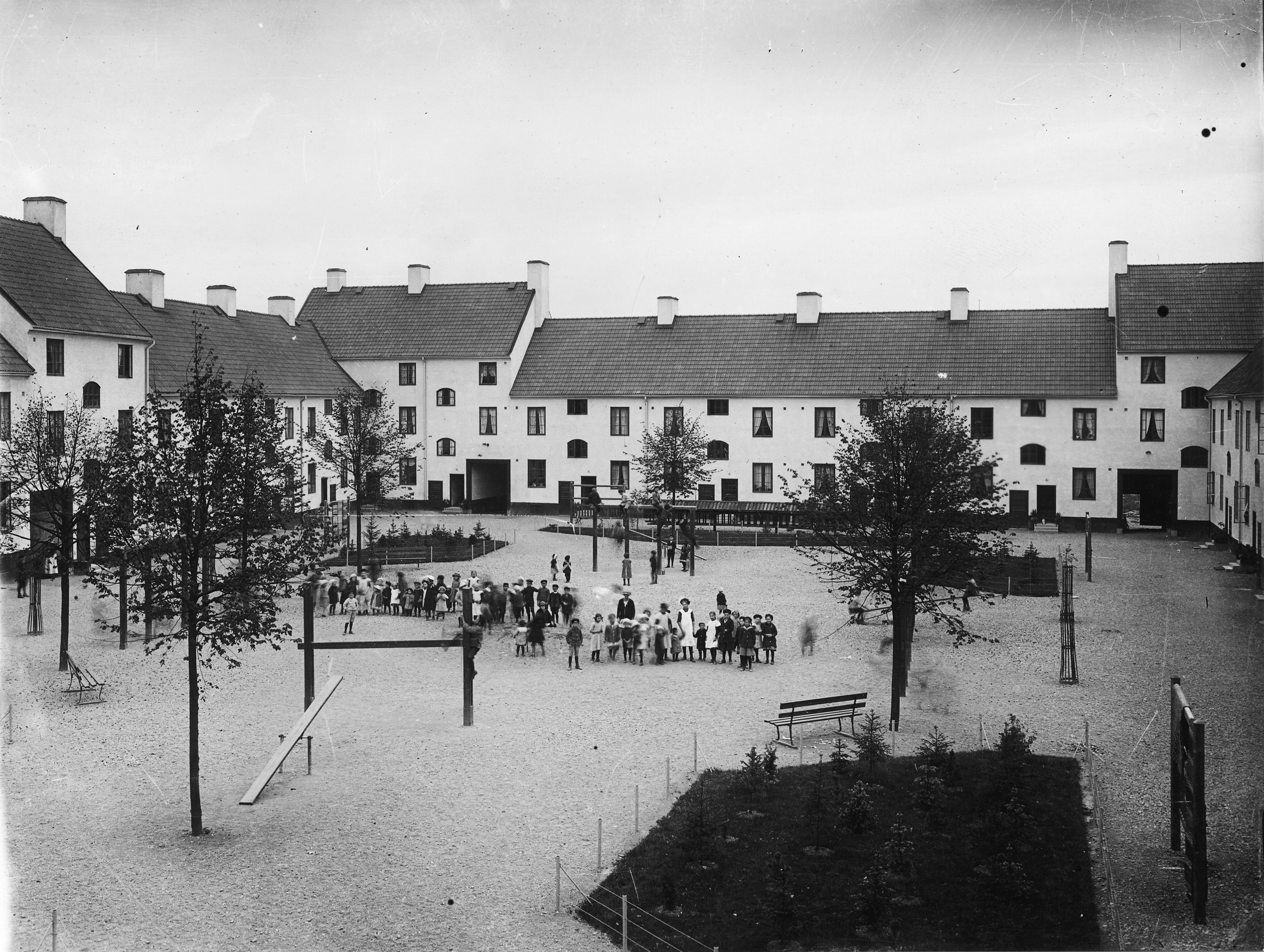
Aseas arbetarbostäder i Västerås, uppförda runt år 1916.

- Trädlärkan 6 i Lärkstaden, Stockholm (1909–1910)
- Tofslärkan 11 i Lärkstaden, Stockholm (1909–1910)
- Mimerverkstaden vid ASEA i Västerås (1911)
- Villa Ekbacken familjen Gustaf Dalén  privatvilla på Lidingö (1911)
- Bergsätra på Lidingö (1914)
- Västerås ångkraftverk (1917)
- Lilla Edets Kraftverk (1926)
- Hojums vattenkraftverk i Trollhättan (1938–1941)
- Västerås slott (ombyggnad)
- Västerås gamla brandstation (tidigt 1940-tal)
- Villa Asea (1907–1908)
- Gåshaga sportrestaurang, senare kallat värdshus, Gåshaga på Lidingö (1919)[7]
- Västmanlands Teater 1915[8]

## Bildexempel på byggnadsverk

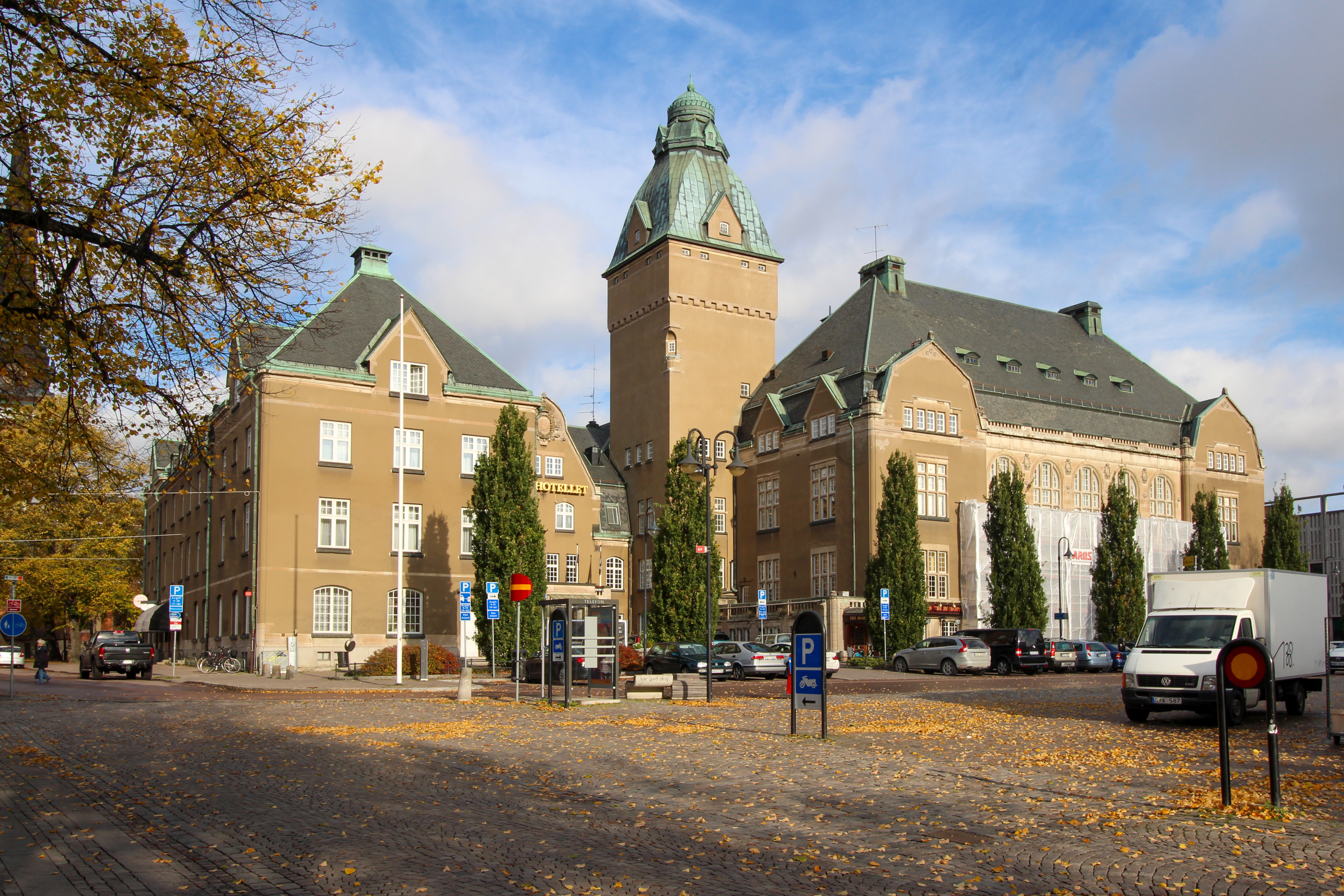
Stadshotellet i Västerås
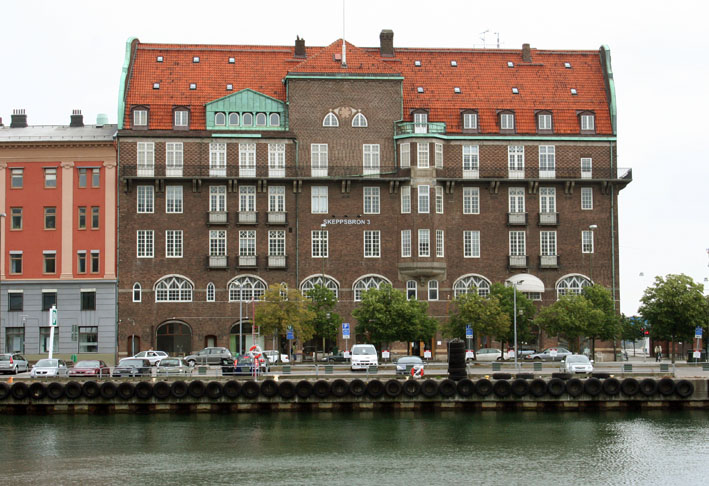
Hus på Skeppsbron i Malmö
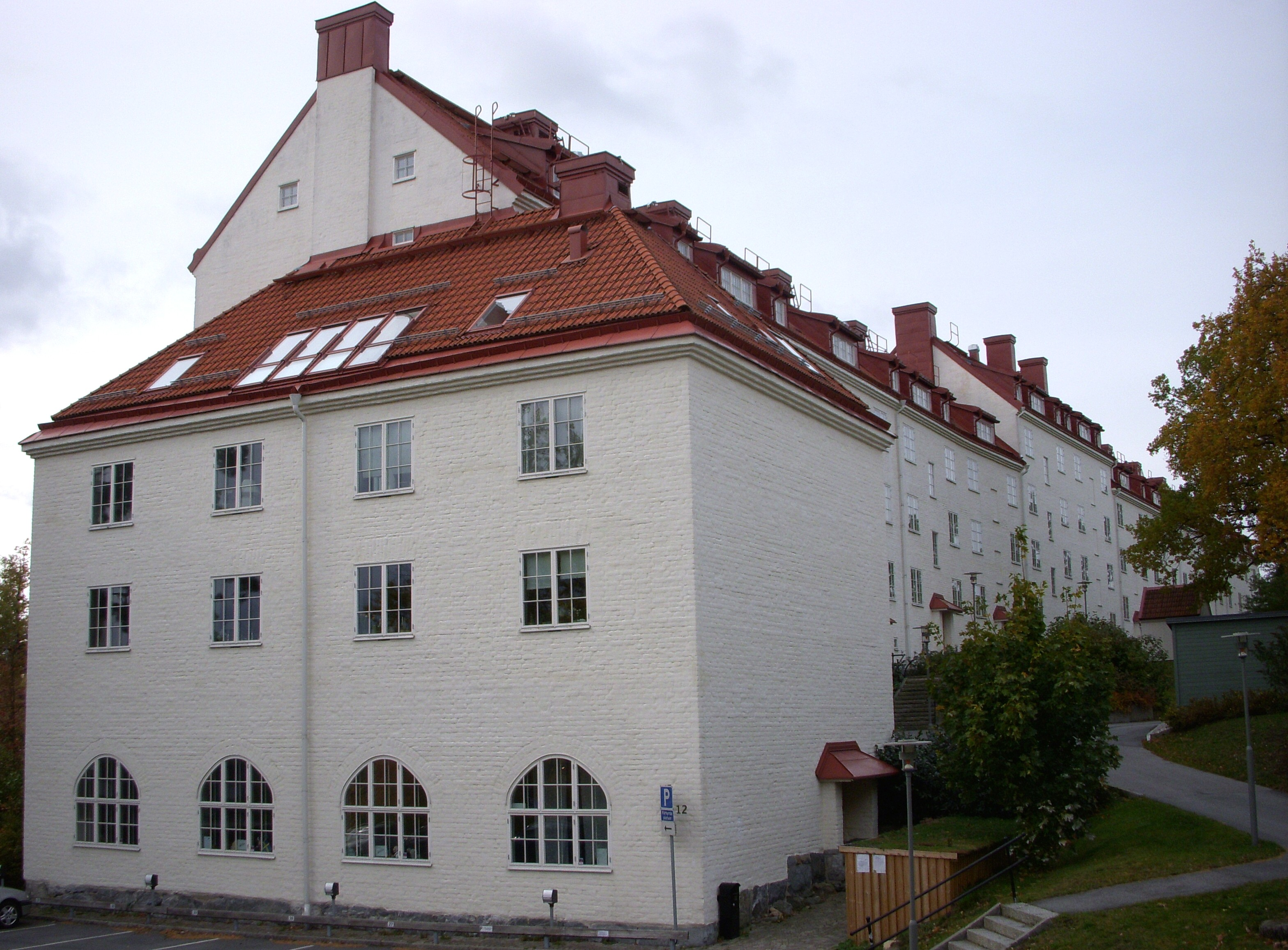
Bergsätra på Lidingö
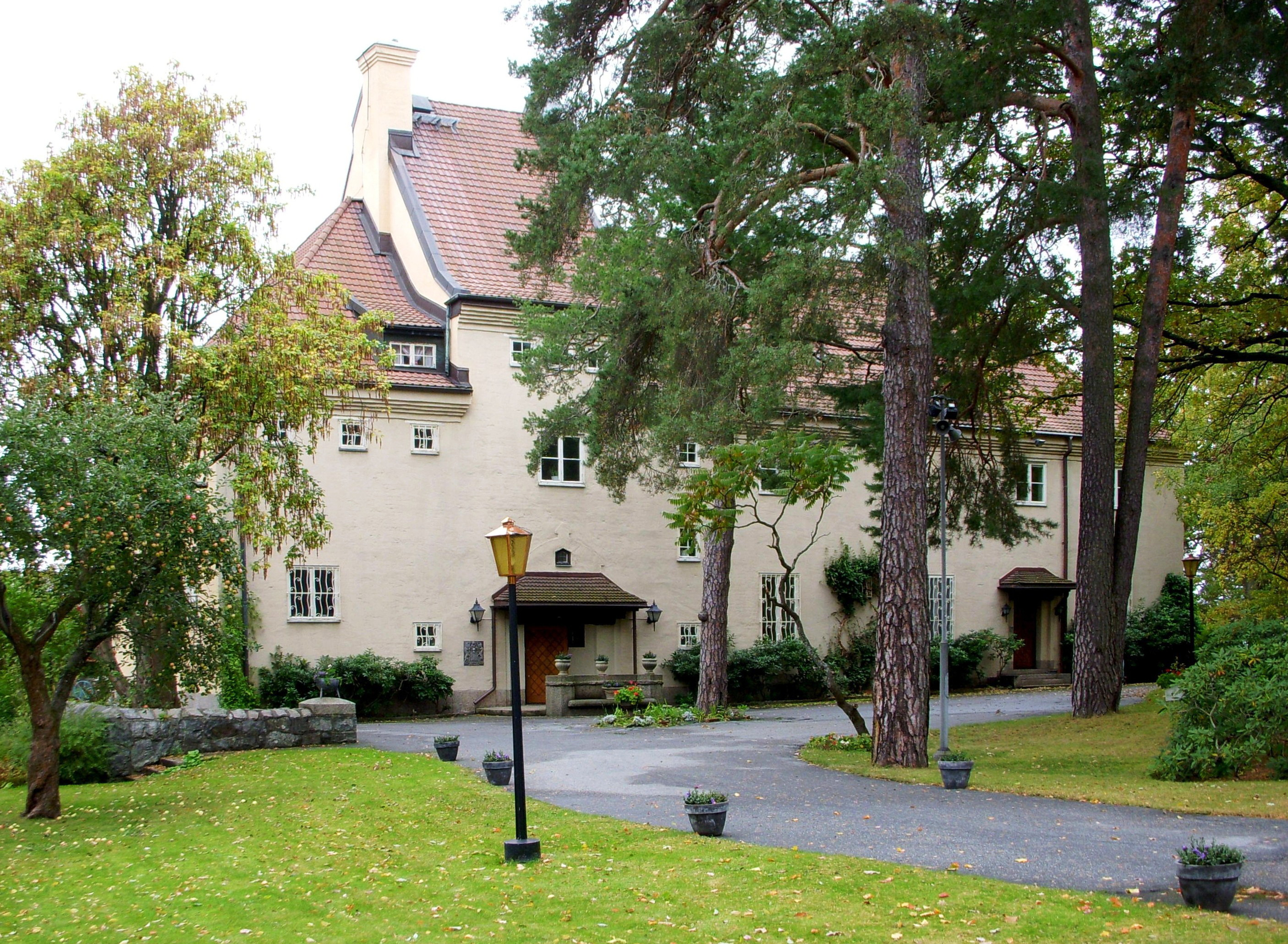
Villa Ekbacken på Lidingö